# District d'Imboden

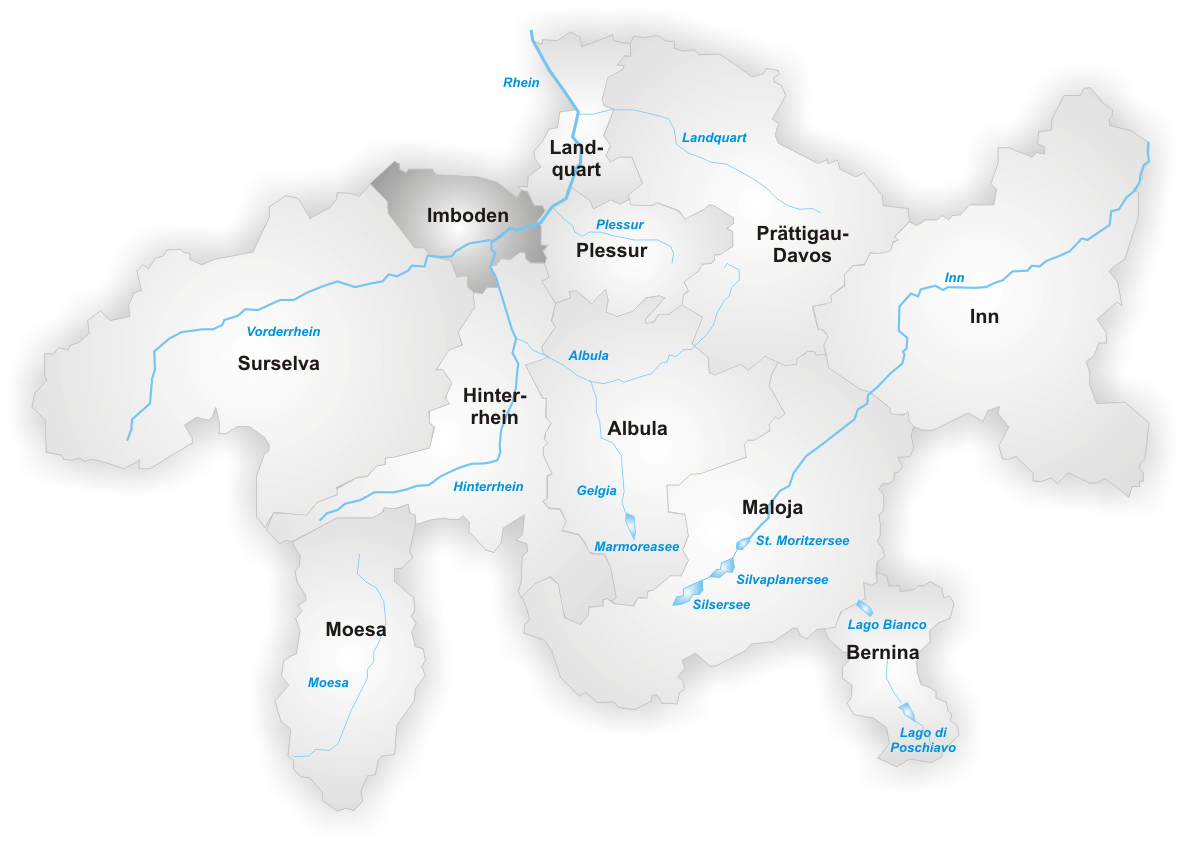
Le district d'Imboden.

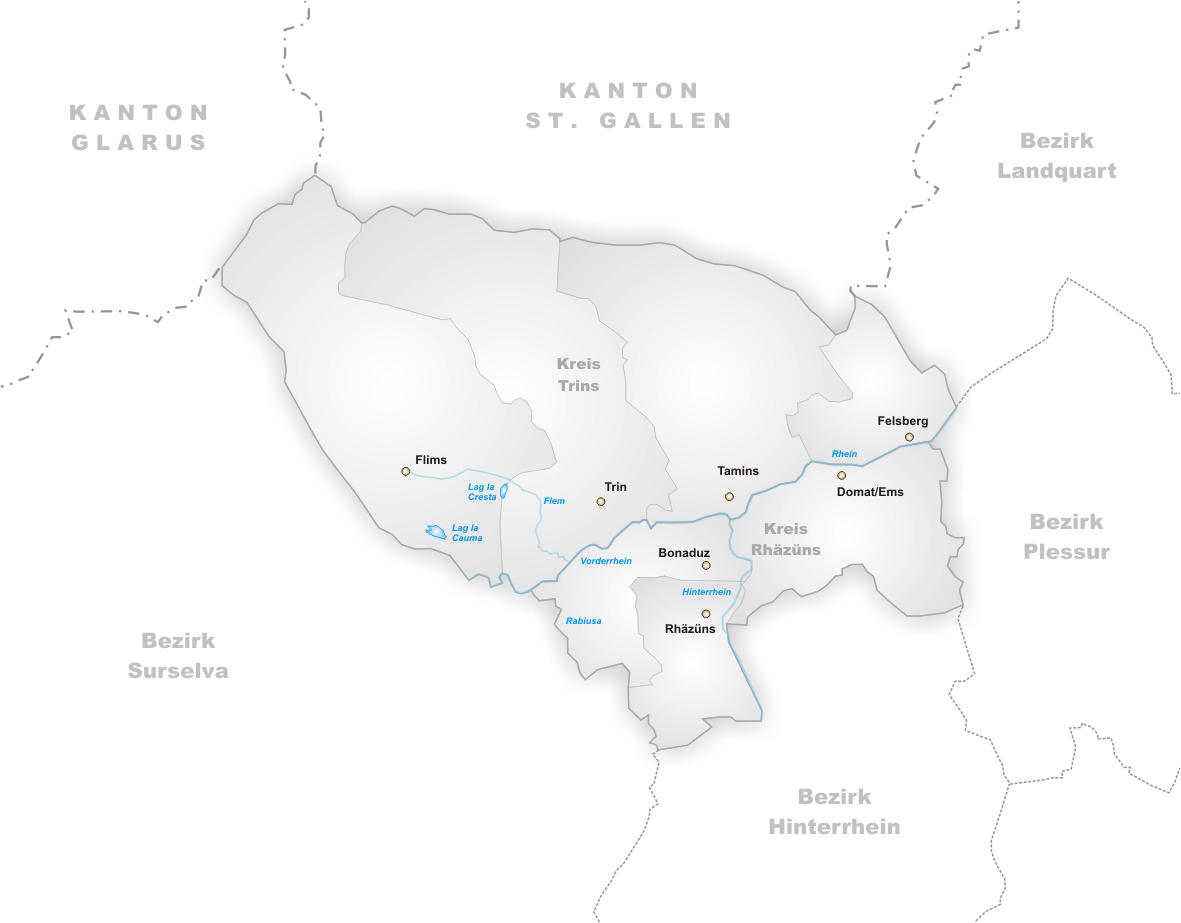
Les communes du district d'Imboden.

Le district d'Imboden (allemand : Bezirk Imboden, romanche : ) était un des 11 districts du canton des Grisons en Suisse.
Il comptait sept communes réparties en deux cercles communaux.
Il est remplacé le 1er janvier 2016 par la région d'Imboden, qui reprend le même périmètre.

## Communes

### Cercle communal de Rhäzüns
- Bonaduz
- Domat/Ems
- Rhäzüns

### Cercle communal de Trin
- Felsberg
- Flims
- Tamins
- Trin